# Steinerova věta
Steinerova věta umožňuje vypočítat moment setrvačnosti tělesa rotujícího kolem osy, která neprochází jeho těžištěm. Je tak například možné vypočítat moment setrvačnosti tělesa složeného z několika základních těles, stačí znát momenty setrvačnosti jednotlivých těles a vzdálenost jejich těžišť od těžiště složeného tělesa.
Na její formulaci se podílel i nizozemský fyzik Christiaan Huygens, proto někdy bývá nazývána "Huygens-Steinerovou větou".

## Základní znění
"Moment setrvačnosti k mimotěžišťní ose je roven součtu momentu k těžišťní ose a součinu hmotnosti a čtverce vzdálenosti obou rovnoběžných os."

## Základní vzorec
Za předpokladu, že {\displaystyle J_{T}} představuje moment setrvačnosti tělesa k ose procházející těžištěm, {\displaystyle m} hmotnost tělesa a {\displaystyle r_{T}} vzdálenost osy rotace od těžiště, potom lze moment setrvačnosti {\displaystyle J} k dané ose vypočítat následovně.
{\displaystyle J=J_{T}+m\,r_{T}^{2}}

## Tenzorový počet
Pro tenzor setrvačnosti lze Steinerovu větu formulovat následovně (E je jednotková matice, rT je vektor se složkami (xT, yT, zT) popisující vzdálenost osy rotace od těžiště, symbol {\displaystyle \otimes } značí tenzorový součin):
{\displaystyle \mathbf {J} =\mathbf {J} _{T}+m\left(\mathbf {E} \mathbf {r} _{T}^{2}-\mathbf {r} _{T}\otimes \mathbf {r} _{T}\right)=\mathbf {J} _{T}+m\left[{\begin{matrix}y_{T}^{2}+z_{T}^{2}&-x_{T}y_{T}&-x_{T}z_{T}\\-x_{T}y_{T}&x_{T}^{2}+z_{T}^{2}&-y_{T}z_{T}\\-x_{T}z_{T}&-y_{T}z_{T}&x_{T}^{2}+y_{T}^{2}\end{matrix}}\right]}.

## Důsledek
Ze všech rovnoběžných os otáčení má těleso nejmenší moment setrvačnosti vzhledem k té, která prochází jeho těžištěm.